# Hofbrauhaus Heinrich Brüne
Die Hofbrauhaus Heinrich Brüne war eine kleine private Brauerei im nordhessischen Bad Arolsen. Das Arolser Hofbrauhaus ist wahrscheinlich die älteste Brauerei in Hessen. Die Anfänge gehen bis weit ins Mittelalter zurück.

## Geschichte
Im Jahre 1131 gründete Gepa von Itter mit ihren drei Töchtern das Kloster Aroldessen. Der Überlieferung nach legten sie ein Gelübde ab, während der Fastenzeit keine feste Nahrung zu sich zu nehmen. Es ist anzunehmen, dass sie bereits kurz nach der Klostergründung ein nahrhaftes Bier, ein „flüssiges Brot“ brauten. 1526, nach der Reformation, wurde das Kloster Aroldessen aufgehoben (säkularisiert). Im Inventarverzeichnis der übertragenen Güter wird erstmals der Bestand eines Brau- und Backhauses erwähnt. Neben der Hofbrauerei errichteten die Waldecker Grafen ihre Sommerresidenz. Nach 1719 wurden die ehemaligen Klostergebäude abgerissen, um den Neubau des Arolser Schlosses zu ermöglichen. 1731 wurde die Brauerei dann in eine Klosterbrauerei umgewandelt. Die Waldecker Fürsten verpachteten das Brau- und Krugrecht für die erste Arolser Gaststätte im Hofbrauhaus, woraus sich auch bis heute die Berechtigung für die weitere Nutzung des Präfix Hof ableitet. Ab 1879 firmierte die Brauerei unter dem Namen Hofbräuhaus F. Gallenkamp. Über die Jahrzehnte wechselten die Pächter mehrfach. 1890 pachtete dann Heinrich Brüne sen. aus Külte das Hofbrauhaus. Nach zwanzigjähriger Pacht kaufte er 1910 das Brauhaus. Seit 1950 firmierte die Brauerei unter dem Namen Hofbrauhaus Heinrich Brüne KG.
Die Brauerei wurde bis 2013 in der vierten Generation geführt. Zum Herbst 2013 wurde der Braubetrieb eingestellt, das Bier für das Gasthaus wurde im Lohnbrauverfahren von der Brauerei Allersheim hergestellt, die im Januar 2024 von der Brauerei Westheim übernommen wurde. Am 30. Januar 2024 wurde das Hofbrauhaus aus dem Handelsregister gelöscht.

## Produkte
Ganzjährig wurden die Biersorten Alt Waldecker Dunkel und Arolser Pils gebraut. Von Ende September an bis in den Januar hinein wird außerdem der Waldecker Edelbock angeboten. Die Produktpalette umfasst heute auch Limonaden und ein Biermixgetränk. Die Erzeugnisse werden ausschließlich regional im Waldecker Land vertrieben.